# Miguel Ramón Fiallo Calderón
Miguel Fiallo Calderón es un administrador académico dominicano. Ha fungido desde 2005 como rector de la Universidad Nacional Pedro Henríquez Ureña (UNPHU).

## Orígenes y primeros años
Miguel Ramón Fiallo Calderón nació el 13 de noviembre de 1948 en la ciudad de Santo Domingo. Es arquitecto y actual rector de la Universidad Nacional Pedro Henríquez Ureña (2005-Actualidad).
Fiallo procede de una familia de intelectuales. Hijo de Amparo María Calderón Rodríguez y Miguel Ángel Fiallo Soñé, su abuelo, Telésforo R. Calderón fue ministro de Educación, embajador en Roma (Italia) y secretario de la Presidencia, entre otros cargos públicos. Por parte de la familia Fiallo, el agrimensor Miguel A. Fiallo Alfao era pariente cercano de Viriato Fiallo, médico, opositor al régimen de Trujillo, Presidente de la Unión Cívica Nacional y candidato a la presidencia de República Dominicana en 1963.

## Familia
El arquitecto Fiallo está casado con la señora Germania Pellerano Morilla, bailarina clásica, coreógrafa, profesora y filántropa que se destacó en la década de los años setenta y ochenta, época en la cual dirigía su Escuela de Ballet “La Academia Germania Pellerano”. Ambos tienen cuatro hijas: Jethel María, Germanie María, Giselle María e Isabel María.

## Trayectoria profesional
El arquitecto Miguel Fiallo Calderón es el primer egresado de la UNPHU en ocupar la función de Rector en esta Casa de Altos Estudios desde abril de 2005.
Además de sus funciones como rector, también es Presidente del Consejo Académico de la Universidad Nacional Pedro Henríquez Ureña y miembro de la Fundación Universitaria Dominicana Pedro Henríquez Ureña (FUDPHU), de la cual también fue vicetesorero durante el período 2003-2005.
Ocupó el cargo de Presidente de la Asociación Dominicana de Rectores de Universidades (ADRU) desde octubre del año 2005 hasta octubre de 2007.
Entre otros cargos importantes, cabe destacar su labor como Embajador adscrito de la Cancillería en 2008; Presidente del Consejo de Administración del Banco Nacional de la Vivienda (2000-2004); Presidente y Fundador de la compañía Diseños, Proyectos y Construcciones, CXA, (DIPROCA) desde el año 1978; y Presidente de la firma Fiallo, Rodríguez y Asociados desde mayo de 1979. Actualmente Vicepresidente Región Caribe de la OUI Organización Universitaria Interamericana desde septiembre de 2014, Coordinador de Veeduria de la Corporación del Acueducto y Alcantarillado de Santo Domingo (CAASD) desde julio de 2014.
En su trabajo como arquitecto, el señor Fiallo fue encargado del departamento de diseño de la oficina técnica de Ingeniería Virgilio Álvarez (VIAL) durante el periodo 1974-1978; encargado de terminación de viviendas con la firma Cáceres Constructora (1974); arquitecto del Departamento de Diseño de la firma Pérez, Bernal & Cía. (1973). Realizó el diseño y construcción de edificaciones públicas y privadas, condominios DIPROCA I, II, III, IV, sucursales de los bancos BHD y Reservas en varias partes del país, Escuela Francesa de Santo Domingo y Alianza Francesa de Santiago, Edificio Plaza Compostela, Plaza Arroyo Hondo, Edificio Inmobiliaria Profesional, Laboratorios Abbot, Edificio de la Junta Agro Empresarial Dominicana (JAD) entre otros, además de innumerables residencias en Santo Domingo y La Romana.
También se ha desenvuelto por más de 11 años como docente en la Universidad Nacional Pedro Henríquez Ureña (UNPHU), Autónoma de Santo Domingo (UASD), y Pontificia Universidad Católica Madre y Maestra (PUCMM), donde impartió la cátedra de Historia del Arte y Arquitectura. En la UASD se desempeñó como Asesor de Tesis y profesor de Diseño Arquitectónico durante el periodo 1979-1991, en la cual también trabajó como profesor en las áreas de Diseño y Arquitectura.

## Formación académica
El señor Fiallo realizó sus estudios primarios y secundarios en el Colegio Dominicano La Salle y se graduó en la Universidad Nacional Pedro Henríquez Ureña (UNPHU) en la primera promoción de arquitectos en el año 1972.
A lo largo de su trayectoria académica y profesional, ha participado en diversos eventos, cursos y seminarios:
- Seminario “La Acreditación de la Calidad en la Educación Superior (2011).
- Conferencia “Perspectiva de la Educación Superior (2010).
- Conferencia “Futuro de los Estudios de Postgrado en R. D. (2009).
- Seminario “La Educación con Visión Globalizada”, Santo Domingo, R.D. (2007).
- Conferencia Anual de la Asociación Dominicana de Rectores de Universidades (ADRU) “Migración e Internacionalización de la Educación Superior” Santo Domingo, R. D. (2006).
- Seminario “Universidad, Empresa e Investigación” Santo Domingo, R.D.(2005).
- Curso Taller Internacional sobre “Análisis y Calificación del Riesgo de Intermediarios Financieros “, Quito, Ecuador (2004).
- Vigésimo Congreso de las Cajas de Ahorro Españolas, Madrid España (2003).
- Asamblea Anual de la Unión Interamericana de Instituciones de Ahorros y Préstamos para la Vivienda (UNIAPRAVI), Sevilla, España (2002).
- Asamblea Anual de Cajas de Ahorros de América Latina y el Caribe, Santo Domingo (2002).
- Asamblea Anual del Banco Interamericano de Desarrollo (BID), Santiago de Chile (2001).
- Seminario Internacional sobre Sistemas e Instrumentos de pago, Santo Domingo, R. D. (2001).
- Séptima Asamblea del Grupo Regional para América Latina de la Unión Interamericana de la Vivienda sobre Planificación Estratégica, Santa Cruz, Bolivia (2001).
- Congreso Interamericano de Restauración, Santo Domingo, R. D. (1992).
- Cuarto Seminario Nacional de Conservación y Restauración de Monumentos (1977).
- Tercer Seminario Nacional de Conservación y Restauración de Monumentos, Santiago, R. D. (1976).
- Segundo Seminario Nacional de Conservación y Restauración de Monumentos, Santo Domingo, R. D. (1975).
- Seminario Interamericano sobre Experiencias en la Conservación y Restauración del Patrimonio Monumental de los Periodos Colonial y Republicano, Santo Domingo, R. D. (1974).

## Organizaciones y membresías
El arquitecto Miguel Fiallo Calderón está afiliado a numerosas e importantes organizaciones e instituciones, tanto públicas como privadas:
- Colegio Dominicano de Ingenieros y Arquitectos, CODIA (Colegiatura 1961).
- Consejo Internacional de Monumentos y Sitios (ICOMOS).
- Cámara Americana de Industria y Comercio.
- Caballero de la Orden de Malta de la República Dominicana.
- Cámara Oficial Española de Comercio e Industria de la R. D.
- Miembro de la Comisión Consultiva de la Cámara de Diputados, 2008.
- Miembro de la Fundación “Amigos del Museo de las Casas Reales, Inc.”.
- Asesor de la Fundación Dominicana de Infectología.
- Observador de la Junta Central Electoral en las Elecciones Presidenciales, 2008.
- Miembro de Honor de la Sociedad de Médicos Egresados de la UNPHU.
- Miembros de la Sociedad Interamericana de Planificación.
- Instituto Jesús de Nazareth, fundador y miembro directivo (1990-2001).
- Movimiento Familiar Cristiano (MFC) (1987-1991).
- Movimiento de Cursillos de Cristiandad (1983-1989).
- Colaborador de la “Obra de Dios” (Opus Del).
- Miembro de la Juventud Estudiantil Católica, JEC (1962-1966).